# Partiti politici in Grecia
Vengono qui riportati i principali partiti politici della Grecia.
La Grecia ha un sistema multipartitico, attualmente caratterizzato da due partiti principali e diversi partiti medi. Dal 1974, anno della caduta del Regime dei colonnelli e del ripristino della democrazia, fino al 2012 ci sono stati solo governi di un solo partito, ad esclusione del periodo 1989-1990.

## Storia
Dalla caduta della Dittatura dei colonnelli (1974) fino alle elezioni del 2012, il panorama politico greco è stato bipolare, con due principali partiti, Nuova Democrazia (ND) e PASOK, che si alternavano alla guida del governo.
Alle elezioni del maggio 2012 gli equilibri cambiarono: la formazione di sinistra radicale SYRIZA, quella di estrema destra Alba Dorata e la formazione anti-austerity ANEL guadagnarono seggi, a discapito dei due partiti tradizionali. Si arrivò così alla rottura dell'equilibrio bipolare, con la nascita di una crisi politica che portò la Grecia a nuove elezioni un mese dopo. Nonostante la nuova tornata, l'instabilità politica del parlamento non cambiò, e si arrivò al governo di coalizione tra ND e PASOK.
Le elezioni del 2015 videro per la prima volta la vittoria di SYRIZA, mentre ND e Alba Dorata arrivarono rispettivamente seconda e terza. Attualmente si osserva la presenza di due grandi partiti, e diversi medi.
I partiti politici al parlamento greco sono eletti con un sistema proporzionale con soglia di sbarramento al 3% e un premio di 50 seggi bonus alla prima lista.

## Partiti con seggi in parlamento
| Logo | Logo | Nome                                                                     | Sigla     | Ideologia |
| ---- | ---- | ------------------------------------------------------------------------ | --------- | --- |
|      |      | Coalizione della Sinistra Radicale (Συνασπισμός Ριζοσπαστικής Αριστεράς) | SYRIZA    | Socialismo democratico Eurocomunismo Anticapitalismo Alter-globalizzazione Ecosocialismo Populismo di sinistra |
|      |      | Nuova Democrazia (Νέα Δημοκρατία)                                        | ND        | Conservatorismo liberale Cristianesimo democratico Europeismo                                                  |
|      |      | Alba Dorata (Χρυσή Αυγή)                                                 | CA        | Nazionalismo greco Neofascismo Neonazismo Euroscetticismo Anti-globalizzazione                                 |
|      |      | Movimento Socialista Panellenico (Πανελλήνιο Σοσιαλιστικό Κίνημα)        | PASOK     | Socialdemocrazia Liberalismo sociale Europeismo Terza via                                                      |
|      |      | Partito Comunista di Grecia (Κομμουνιστικό Κομμα Ελλάδας)                | KKE       | Comunismo Stalinismo Marxismo-leninismo Socialismo rivoluzionario Euroscetticismo                              |
|      |      | Il Fiume (Το Ποτάμι)                                                     | To Potami | Socialdemocrazia Liberalismo sociale                                                                           |
|      |      | Unione dei Centristi (Ένωση Κεντρώων)                                    | EK        | Venizelismo |
|      |      | Greci Indipendenti (Ανεξάρτητοι Έλληνες)                                 | ANEL      | Conservatorismo nazionale Euroscetticismo Populismo di destra                                                  |
|      |      | Sinistra Democratica (Δημοκρατική Αριστερά)                              | DIMAR     | Socialismo democratico Europeismo Ecologismo                                                                   |

## Partiti minori
- Verdi Ecologisti
- Unità Popolare
- Raggruppamento Popolare Ortodosso
- Movimento Sociale Democratico
- Cittadini Attivi[3]
- Movimento per l'Unità d'Azione della Sinistra[3]
- Sinistra Operaia Internazionalista[3]
- Dracma - Movimento Democratico Greco Cinque Stelle[4]
- Movimento dei Socialisti Democratici